# Duboisia
Duboisia, biljni rod iz porodice pomoćnica smješten u tribus Anthocercideae. Sastoji se od 4 vrste grmova iz Australije i Nove Kaledonije.
Rod je opisan u Prodromus Florae Novae Hollandiae 448. 1810.

## Vrste
1. Duboisia arenitensis Craven, Lepschi & Haegi
2. Duboisia hopwoodii (F.Muell.) F.Muell.
3. Duboisia leichhardtii (F.Muell.) F.Muell.
4. Duboisia myoporoides R.Br.